# Relaciones Chile-Somalia
Las relaciones Chile-Somalia son las relaciones internacionales entre Chile y Somalia.

## Relaciones diplomáticas
Chile y Somalia no han establecido nunca relaciones diplomáticas de manera oficial.

## Relaciones comerciales
En 2020, el intercambio comercial entre ambos países ascendió a los 100 mil dólares estadounidenses, constando casi exclusivamente de exportaciones de madera de pino insigne desde Chile.

## Misiones diplomáticas
- Chile no tiene embajada en Somalia.[3]
- Somalia no tiene embajada en Chile.[3]